# پروالسک
شهر پروالسک (به روسی: Перевальск) در استان لوهانسک در کشور اوکراین واقع شده‌است. جمعیت این شهر ۲۹٬۶۶۵ نفر  است.